# Bolboși
Bolboși je obec v župě Gorj v Rumunsku. Žije zde přibližně 3 100 obyvatel. Součástí obce je i šest okolních vesnic.

## Části obce
- Bolboși – 412 obyvatel
- Bălăcești – 662 obyvatel
- Bolboasa – 283 obyvatel
- Igirosu – 172 obyvatel
- Miclosu – 183 obyvatel
- Ohaba-Jiu – 486 obyvatel
- Valea – 942 obyvatel